# Jody Hill
Jody Hill (* 15. Oktober 1976 in Concord, North Carolina) ist ein US-amerikanischer Filmregisseur, Drehbuchautor, Filmproduzent und Schauspieler.
Im Jahr 2006 wurde sein Low-Budget-Film The Foot Fist Way mit Danny McBride in der Hauptrolle veröffentlicht, bei dem er neben der Regie auch die Funktionen des Koautor, Koproduzenten und des Schauspielers übernahm. Sein zweiter Film Shopping-Center King – Hier gilt mein Gesetz kam am 10. April 2009 in die US-amerikanischen Kinos. Hier spielten Seth Rogen, Anna Faris und Ray Liotta die Hauptrollen. Gemeinsam mit Danny McBride und Ben Best erfand, schrieb und produzierte er zwischen 2009 und 2013 die Fernsehserie Eastbound & Down. Im Anschluss war Hill an weiteren Serien beteiligt. 2018 inszenierte er den Kinofilm Das Vermächtnis des Weißwedelhirschjägers mit Josh Brolin und Danny McBride in den Hauptrollen.

## Filmografie (Auswahl)
- 2006: The Foot Fist Way – als Regisseur, Drehbuchautor, Prodizent und Schauspieler
- 2007: Superbad – als Schauspieler
- 2009: Shopping-Center King – Hier gilt mein Gesetz (Observe and Report) – als Regisseur und Drehbuchautor
- 2009–2013: Eastbound & Down (Fernsehserie) – als Regisseur, Drehbuchautor und Produzent beteiligt
- 2016–2017: Vice Principals (Fernsehserie) – als Regisseur, Drehbuchautor und Produzent beteiligt
- 2018: Das Vermächtnis des Weißwedelhirschjägers (The Legacy of a Whitetail Deer Hunter)
- 2019: The Righteous Gemstones – als Regisseur, Produzent und Schauspieler beteiligt